# Westwood/UCLA (Metro de Los Ángeles)
Westwood/UCLA es una estación en la línea D del Metro de Los Ángeles bajo construcción por la Autoridad de Transporte Metropolitano del Condado de Los Ángeles. Se encuentra localizada en el distrito Westwood en Los Ángeles, California, entre Wilshire Boulevard y Westwood Boulevard.
La línea esta bajo construcción de fase 3 de la extensión purpura por Los Ángeles. Esta por completar en 2027. Esta estación sirvira UCLA.

## Servicios
Metro services
- Metro Rapid: 710, 720, 757, 920 (días de semanas en horas pico)